# Arman Taranis
Arman Taranis (* 30. Juli 2001) ist ein dänischer Fußballspieler.
Er spielte bis 2020 bei Sønderjysk Elitesport und lief auch einmal für die erste Mannschaft des Vereins in der Superligaen auf. In der Folge zog es Taranis für ein Jahr nach England zum FC Burnley, spielte aber nie für dessen Profimannschaft. Seit Oktober 2021 spielt er für den dänischen Fünftligisten Ringkøbing IF.

## Karriere

### Verein
Arman Taranis begann mit dem Fußballspielen bei Sdr. Felding Gymnastik og Idrætsforening in Sønder Felding im Westen von Jütland, bevor er sich Herning Fremad aus dem mitteljütischen Herning anschloss. Später zog es Taranis in die Fußballschule des FC Midtjylland. Danach spielte er in Haderslev unweit der deutschen Grenze für Haderslev FK, bevor er ein Jahr später innerhalb der Stadt im Alter von 15 Jahren in die Fußballschule von Sønderjysk Elitesport wechselte. Am 5. September 2019 absolvierte Arman Taranis beim 5:0-Sieg in der zweiten Runde im dänischen Pokal bei BK Viktoria, einem Amateurklub aus Kopenhagen, sein erstes Spiel für die Profimannschaft. Einen Tag später gab der Verein bekannt, dass Taranis zur neuen Saison mit einigen anderen Spielern aus der Jugend in die Profimannschaft aufrückt.
Bereits im Oktober 2020 wurde der Vertrag aufgelöst. Einen Monat später unterschrieb er einen Vertrag beim FC Burnley in der Premier League. Arman Taranis kam für die Profimannschaft des Vereins zu keinem Einsatz, weshalb im Sommer 2021 das Kapitel wieder beendet war. Im Oktober 2021 schloss er sich – wieder in Dänemark – dem Fünftligisten Ringkøbing IF an.

### Nationalmannschaft
Arman Taranis gab am 11. Oktober 2019 beim 1:0-Sieg im Testspiel in Sligo gegen Irland sein Debüt für die U19 von Dänemark. Bis November 2019 kam er auf insgesamt vier Einsätze und zwei Tore, wobei zwei der vier Partien in der EM-Qualifikation stattfanden.